# 林家たい平
林家 たい平（はやしや たいへい、1964年〈昭和39年〉12月6日 - ）は、日本の落語家、タレント、YouTuber。埼玉県秩父市出身。落語協会所属、所属事務所は株式会社オフィスビーワン。武蔵野美術大学客員教授。本名は田鹿 明（たじか あきら）。
演芸番組『笑点』（日本テレビ系列）の大喜利メンバー。出囃子は『ぎっちょ』（「ドラ落語」の際は『夢をかなえてドラえもん』）。定紋は「花菱」（「ドラ落語」の際は「鈴」）。趣味はゴルフ。

## 経歴

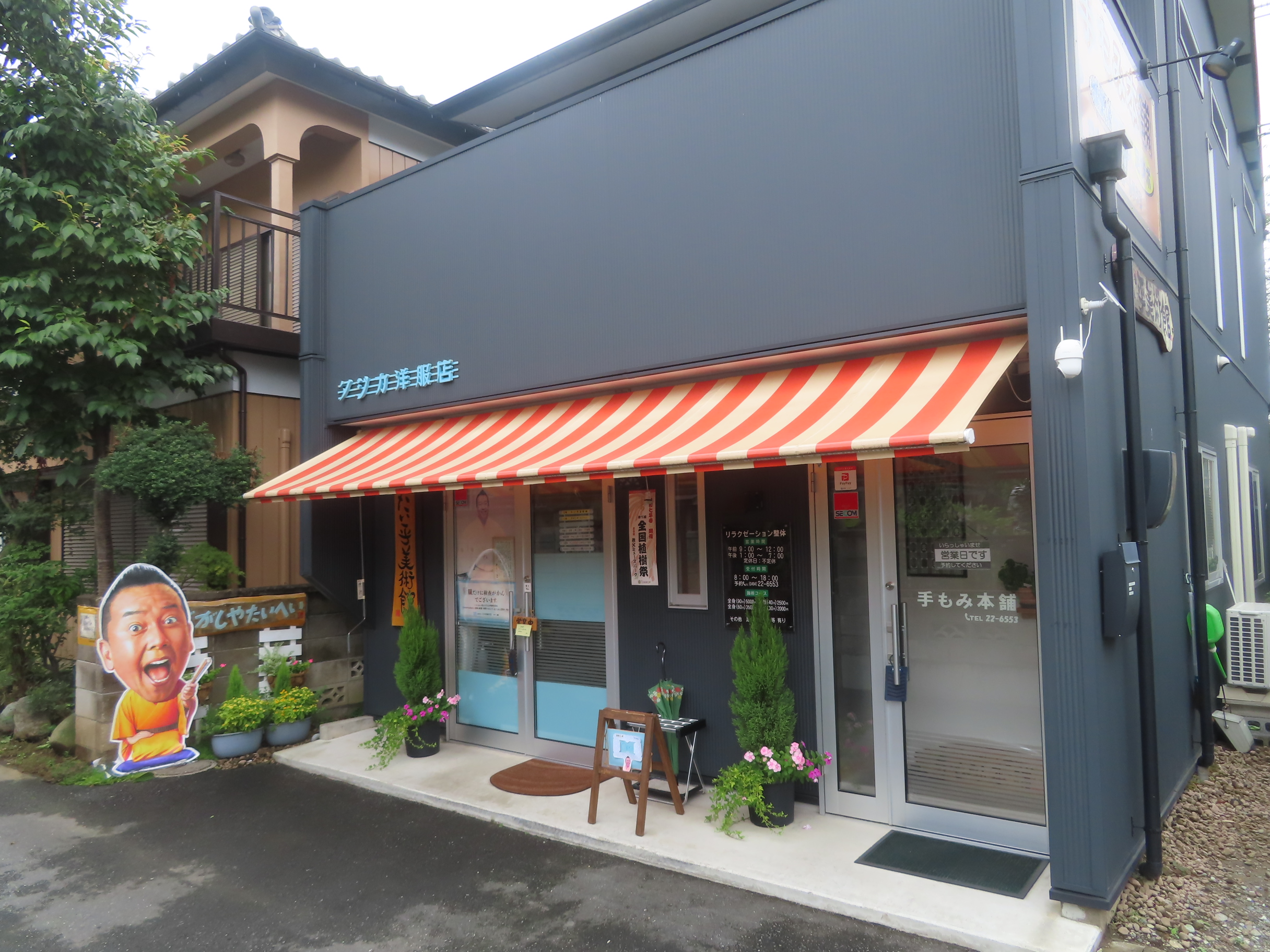
埼玉県秩父市にあるたい平の実家。左側は駄菓子屋の「だがしやたいへい」、右側は整体店となっている。この建物の2階がたい平美術館。

埼玉県秩父市出身。姉と兄が居る末っ子。実家はかつてテイラーメイドの洋服店を営んでおり、かつては実母が駄菓子店「駄菓子屋たい平」を、実兄がうどん店「うどん亭たじか」を経営していた。洋服店時代は店内において落語の寄席が催されたことがある。
秩父市立花の木小学校、秩父市立秩父第二中学校、埼玉県立秩父高等学校 、すいどーばた美術学院を経て、1987年に武蔵野美術大学造形学部視覚伝達デザイン学科卒業。大学の先輩に六代目柳家つば女がいる。大学2年の時には石川英輔に学んだ。
1988年8月に林家こん平に入門。高座名の「たい平」の名付け親は師匠のこん平であり、当初の読みは「たいぺい」だった。こん平曰く「外国人にも語呂的に伝わりやすい」という理由だったが、大師匠初代三平の妻である海老名香葉子から「"たいへい"の方が良いのでは」という意見があり、これを経て「たいへい」に決まった。なお、こん平は弟子入りをすぐに認めたわけではなく、海老名家で1年間の住み込み修行をさせた上で、正式に弟子入りを認めている。また、弟子入り後も海老名家での修行は続き、合計6年半にも及んだ。
1992年5月、三代目横目家助平、古今亭菊若と共に二ツ目に昇進。1993年、北区若手落語家競演会で優勝・NHK新人演芸大賞で優秀賞を受賞。1999年、花形演芸賞で銀賞受賞・彩の国落語大賞を受賞。
2000年3月、柳家喬太郎と共に抜擢で真打昇進。実際には前年にも真打昇進の話があったが、こん平から「飛び越してしまう先輩の人数が多く、後々あまりいいことがない。みんなに祝福されて真打になったほうがいい。あと1年待って、もっと実力をつけてからなったらどうだ？」と言われたことを受けて、その1年間を落語の稽古に充てた。結果的に言葉通り、その翌年に真打に昇進できた為、たい平は「師匠の言う通りにして本当によかったなと思います。やっぱり師匠の見抜く力というのはすごいなあと思いました」と述懐している。
2004年12月26日放送分よりこん平の代役として『笑点』の大喜利に出演。三遊亭小遊三以来21年ぶりの新顔で、若手大喜利出身メンバーでは古今亭朝次以来24年ぶりの新顔である。2006年、こん平の降板に伴い5月21日放送分より『笑点』大喜利のレギュラーメンバーに昇格。2008年、平成19年度芸術選奨大衆芸能部門文部科学大臣新人賞を受賞。2010年、武蔵野美術大学造形学部芸術文化学科客員教授就任。2014年6月、落語協会理事に就任。2016年5月29日放送の『笑点』にて、同年の『24時間テレビ39「愛は地球を救う」』（日本テレビ系）のチャリティーマラソンランナーを務めることが発表され、同年8月28日には3か月前に『笑点』の司会から勇退した桂歌丸の本名「椎名巌」にかけて設定された100.5キロメートル（いわおGO）の道のりを完走した。放送直後の『行列のできる法律相談所』に生出演した際には、マラソンに備えて体重を10キロ落としたことなど裏話を語ったほか、自身が大ファンという女子プロテニス選手の伊達公子や特撮テレビヒーローのミラーマンがご褒美ゲストとして駆けつけ、たい平へのプレゼントをそれぞれ手渡した。これ以降はマラソンを新たに趣味としており、地方で行われるマラソン大会にも何度か出場している。
2017年11月29日、自身が「木久蔵ラーメン」に対抗して制作した「秩父たい平カレー」が発売された。2018年12月2日から3日に開催された秩父夜祭にて、屋台の上に乗り曳き手を鼓舞する囃子手を務めた。
2019年3月、長男・咲太朗 がたい平の二番弟子として入門（前座名は「さく平」）。2020年4月、自身のYouTubeチャンネルを開設。8月には落語協会理事から、落語協会常任理事に昇格。
2022年1月23日、新型コロナウイルスに感染したことを公式ブログで発表。
2022年7月22日、実家をリフォームして1階を「だがしやたい平」と兄が営む整体院、2Fを「たい平美術館」（予約制）としてオープンさせた。
2023年からは前年に亡くなった六代目三遊亭円楽がプロデュースしていた「博多天神落語まつり」のプロデュースを引き継いでいる。
2025年5月21日、前座で長男のさく平が二ツ目に昇進し、「林家咲太朗」に改名した。

## 人物
言霊群団「夢吽空」団員。「駄句駄句会」同人、俳号は「中瀞」。血液型はB型。
芸名にちなみ、手ぬぐいや色紙・著書などに鯛の絵柄をよく用いる。愛称は「たいちゃん」。これは、たい平の師匠であるこん平の愛称「こんちゃん」に由来する。
生まれ故郷の秩父に愛郷心を抱いている。『笑点』（日本テレビ）でも時々挨拶の際に、秩父でのイベント情報などを盛り込んで秩父のことを紹介しており、毎年11月下旬には翌月開催の秩父夜祭を大々的にPRしており、参加の様子は派生番組の『笑点 特大号』で放送されている。2009年に俳優の藤原竜也、演歌歌手の冠二郎、THE ALFEEの桜井賢と共に秩父市の観光大使に任命された。『笑点』の大喜利では大月秩父代理戦争ネタを三遊亭小遊三と展開していたが、2010年6月6日に大月市で行われた独演会では、秩父市長・久喜邦康と小遊三と同窓の大月市長・石井由己雄も交えてトークバトルが行われた。さらに、同年10月24日には、「第2弾」として、秩父市で両市長も交えたトークバトルが行われた。
落語家を志すきっかけは、大学に入学した際に立ち寄った落研サークルが当時は廃部寸前だったため、何とかしなければと友人数名を集めて廃部を撤回させたことにある。落研サークルでの高座名は「遊々亭迷々丸（ゆうゆうてい めめまる）」。その当時は落語を観たことも聴いたこともなかったために漫才やコントをやっていたが、ある時たまたまラジオで流れていた人間国宝・五代目柳家小さんの「粗忽長屋」を聴いて感動し、真剣に落語を始めた。その後、大学4年生の時に宮城県石巻市の高齢者介護施設で落語を披露し、聞いていた老人たちの笑顔に励まされ、日和山の桜の木の下で落語家になることを決意した。
武蔵野美大出身（これは落語家としては異例である）という学歴を活かし、著書や自身のCDの挿絵を自ら担当するなど画才でも知られる。また、同じく絵を描くことで知られている林家木久扇の絵のアシスタントをしていたことがある。
日本テレビ系列の長寿番組『笑点』に、2004年12月26日放送分から病気療養のために休演した師匠こん平の代役として出演。後にこん平と司会者だった五代目三遊亭圓楽の勇退と同時に正式メンバーとなり、現在も出演を続けている。
2006年2月18日に放送された、深夜番組『歌スタ!!』（日本テレビ）のスペシャル版『ハンター全員出席! 各界うたいびとガチガチデビューSP』に出演。BEGINの『恋しくて』を歌い、ウタイビトハンターが合格を意味する“よろしく”の札を上げた。その後『笑点』の大喜利で、挨拶や答えの機会を利用して『歌スタ!!』での合格や出演、歌手デビューについて宣伝した。古典落語の「芝浜」にヒントを得た『芝浜ゆらゆら』（作曲・編曲：マシコタツロウ）でCDデビュー（2006年10月18日にコロムビアミュージックエンタテインメントから発売）。2006年10月14日・21日（再放送）放送の『BS笑点』（BS日テレ）では、たい平司会のコーナー「使ってみよう! 落語ことば」の時間を利用して1コーラス披露した。『笑点』の司会者（当時）・桂歌丸からはそれをネタにされ、「あのね、歌のCDなんか出さずに落語のCD出しなよ」と言われているが、落語のCDはすでに複数リリースしている。
「芝浜」の舞台設定などを現代風にアレンジした「SHIBAHAMA」という自作もあり、文化放送で「芝浜」のラジオドラマが制作された際にはアドバイザーを務めている。
2006年10月に登場した日本テレビのマスコットキャラクター「日テレちん」の声を担当していた。
2007年4月から尚美学園大学総合政策学部ライフマネジメント学科の非常勤講師を、2010年4月から母校である武蔵野美術大学（本人曰く「ムサビ」）の客員教授を務めている。
デビュー当時からのサザンオールスターズのファンであり、中学生の頃から桑田佳祐の物真似をしていた。桑田の60回目の誕生日にあたる2016年2月26日には、日経トレンディネットの企画で「林家たい平が選ぶ『カラオケで、車のなかで、桑田佳祐と一緒に歌いたい』20曲」と題したプレイリストを発表した。夏樹陽子のディナーショーにゲスト出演し『いとしのエリー』を歌唱した際には、パーカッションの野沢秀行が客席におり、たい平の桑田の物真似を「デビュー当時の歌い方に似ているよ!」と評価していたことが後日談として語られている。
また、六代目三遊亭円楽が立ち上げた博多天神落語まつりのプロデューサーを2023年から務めている。

### 家庭
家族は同年齢である妻の田鹿千華と2男1女。長男の咲太朗は2019年3月にたい平の元に弟子入りし、「林家さく平」の高座名を授け2020年9月に落語協会前座となった（後述）。娘はTBS勤務。
妻の千華は仙台市出身で、たい平と結婚する前はリクルートに勤務しており、一時はフリーアナウンサー（フリーキャスター）を務めていたこともある。『笑点』の大喜利などでも度々名前が出ており、前司会者・桂歌丸の妻である椎名冨士子を上回る「恐妻」として紹介されている。一方、たい平は『笑点』で「（千華は）誰に対しても怖いわけではない」と述べている。東日本大震災では千華のおじが亡くなったこともあり、たい平は宮城県で慰問を兼ねた救援活動を行っている。千華は『笑点』で名が知れてしまったこともあり、2010年12月に夫が公式ブログを開設しているアメーバブログで個人ブログを始めた（#外部リンク参照）。
『笑点』でも東日本大震災から半年後の2011年9月11日に「笑点がやってきた!」という宮城県石巻市の復興特集を行ったことがあり、石巻市立大街道小学校での収録をたい平自身も木久扇・春風亭昇太・山田隆夫とともに参加した。
2008年夏には子供を連れて靖国神社のみたままつりを訪れたことを自身のブログで報告しており、俳優・コメディアンの伊東四朗が揮毫したぼんぼりに書かれた言葉に感銘を受け、同ブログで紹介した。
たい平は自身の私邸を新築する時に自ら希望して囲炉裏部屋を拵えた。その囲炉裏を囲んで子供たちと会話する時間を大切にしているという。

### 大喜利メンバーとして
著書『笑点絵日記』でも記されている通り、たい平は子供の頃から『笑点』の大ファンだった。その中での"林家こん平"が強烈に印象に残っていたこともあり、こん平に弟子入りしたとのことである。
演芸コーナーで若手大喜利が行われた時代から出演していたメンバーでもある。1998年7月に山田隆夫が4週間休んだ際、大喜利下克上（若手大喜利）にてMVPに選ばれ、1週のみ（第1623回の7月12日）山田の代わりに座布団運びを務め、師匠のこん平と師弟での共演を果たした。その後1999年の正月特番で行われた師弟大喜利でも、師弟での共演が実現。『笑点Jr.』にも、『BS笑点』時代から出演していた。
先述通り、2004年12月26日放送分よりこん平の代役として、若手大喜利から選抜されて大喜利に出演。初出演の挨拶では緊張のあまり、「たい平で〜す」と言うべきところを「こん平で〜す」と言ってしまった。当初は「復帰まで師匠の座席を死守しなければ」という思いで臨んでいたが、後にこん平が治療に専念するために番組を卒業することとなり、2006年5月21日放送分からこん平の後任として正式なメンバーに昇格した。
2005年6月12日放送分で五代目圓楽に自分の名前を忘れられたことがあり、その後このネタがたい平の冒頭の挨拶や大喜利のネタなどで使われるようになった。五代目圓楽はたい平の「外国人パブ」「モノマネ」など『BS笑点』時代からの持ちネタを試行錯誤の末に確立させたことについて、「独自の芸風を確立してよくなってますね」と評価していた（笑点の40周年記念ムック本）。
4代目司会者の五代目三遊亭圓楽が療養のため休演した際、大喜利メンバーが週交代で代理司会を担当していた（2005年11月27日放送分以降は歌丸で固定）が、「自分は、（当時は）あくまで師匠・こん平の代理として出演していており、師匠を差し置いて司会を務めることは出来ない」という本人の意向により、当時の大喜利メンバーの中でたい平のみが司会を務めなかった。レギュラーメンバー昇格後の2008年6月29日放送分で歌丸が一時休演した際に、初めて大喜利の代理司会を務めた。本人はこの時、「ターボが回転しすぎて、収録後に鼻血が出た」と語っている（笑点オフィシャル本より）。後に歌丸が休演した2015年2月1日と同年8月16日放送分においても代理司会を担当した。
2010年の正月特番では、「親子大喜利」コーナーで次男とペアを組んだ。また11月に行われた甥の結婚披露宴では、新郎新婦を祝福する挨拶をシャレを交えて行っている。
歌丸が正式な司会に就任後「（回答形式で必要な物以外の）歌・ものまね禁止」と述べているが、その発端は大概たい平である。
同じく大喜利メンバーである三遊亭小遊三との罵倒合戦が行われている。例えば昇太が回答者だった時代、昇太に嫁を紹介する問題では小遊三に「秩父出身のこの子なんだけどもらってくれない？」という回答のあと「大月の子の方が良いわよね。」と言われ反発した。また3:3で自慢話をする問題では小遊三に「大月の天野よぉ」と言った際、「秩父ごときに言われる筋合いはねぇんだよ。」と言われたことがありその後喧嘩が勃発するも、すぐに歌丸に止められた。2016年に歌丸が勇退し、ネタは終了した。
以前は師匠のこん平の流れで「山田降ろしネタ」を展開。また「山田いじりネタ」もあり、大滝秀治の声真似で「水性キンチョール」のCMで共演した岸部一徳に言った「お前の話はつまらん！！」が元ネタの「山田の挨拶はつまらん！！」が多い。また「二度と共演したくない子役とは？」と言う問題では「座布団を運びながら後ろから突き飛ばしてくる元子役」と回答したり、「KY」を「クビだ、山田」と回答したり「二度と行きたくないコンサートとは？」と言う問題では「二度と行きたくないコンサート、ずうとるびのコンサート」と回答するなど山田隆夫絡みの回答が多く、五代目圓楽司会時には山田に突き飛ばされたり、座布団をすべて没収されていたが、歌丸・昇太が司会を務めてからは、報復こそされるものの山田が没収した分＋1枚（時には2枚以上）を獲得することが多い。「秩父たい平カレー」を発売（発表）してからは、木久扇（「木久蔵ラーメン」や「木久扇ナポリタン」など）と互いの商品を罵倒し合うことが多くなっていた。また、その時々の流行 や政治・経済を取り上げる社会派ネタも行っている　司会者である春風亭昇太が未婚時代の時は未婚ネタを使っていたが、2019年に昇太が結婚してからは「何かあったのか劇場」と称して嫁が家出したとか嫁の行方を探すとか嫁が他の男といる等ミステリードラマの予告風にあらすじを答える離婚秒読みなどをネタにしている。今までは答え終わると昇太から座布団を没取されていたが、最近では答え終わると自ら座布団を山田の元に持って行く為、自ら座布団没取してでもこれだけは言わないと気が済まないネタと化していると思われる。しかしその元祖はたい平であり、2009年3月8日の大喜利にて六代目三遊亭円楽に「15年前、天文館の」と鹿児島市の天文館で水商売のママを口説くもフラれた過去を暴露され、当時司会の桂歌丸から「何かあったの？」と言われていた。また、娘や嫁等女性をやる問題では声色があまりにもリアルすぎるため、歌丸司会時代は答えた終わると「山田くん、気持ち悪いから一枚取って」と露骨に気持ち悪がられ、座布団を没取されていた。2022年に桂宮治が元々たい平が座っていた席に座るようになって以降「何かあったのか劇場」のみを継続しており、「山田降ろしネタ」は終了し宮治が継承したと大喜利中に明かした。
2004年にこん平の代理としてメンバー入りしてから、こん平が座っていた一番右端の6枠に18年の長きに渡って座っていたが、2022年に桂宮治が加入したのに伴い、既存メンバーの席替えも30年振りに行われ、林家木久扇が座っていた3枠に移動した。
林家木久扇最後の大喜利で、前座修行を終えて仕事がなかった時に当時の林家木久蔵から「（私の）家に来て絵の手伝いをしたらどうか？」と言ってもらう。また三食付きだったが、三食共木久蔵ラーメンだった事を語る。
六代目円楽の死去や木久扇の卒業後はかつての歌丸、円楽、こん平同様に回答者のリーダー的存在として後輩メンバーを引っ張ることが多くなり、座布団運びの山田を分回ししたり、舞台の袖に行って大量の座布団を持ってきて「10枚獲得なりました！」（無論司会の昇太が許すはずがなく全座布団はく奪）になったこともある。歌ネタなどの悪ノリや司会者いじりにも磨きがかかっては座布団没収(もしくは自主返納)されることが大半となる。
2024年からはセルフレジの操作に苦戦していることを回答でネタにしている。昇太から「セルフレジ好きだねぇ」と言われた事がある。

## 芸歴
- 1988年8月 - 林家こん平に入門。
- 1992年5月 - 二ツ目昇進。
- 2000年3月 - 真打昇進。
- 2004年12月 - こん平の代役として『笑点』の大喜利に出演開始。
- 2006年 - こん平の正式降板に伴い、5月21日放送分より代役から『笑点』大喜利のレギュラーメンバーに昇格。

## 役職歴
- 2014年6月 - 落語協会理事
- 2020年8月 - 落語協会常任理事

## 受賞歴
- 1993年
  - 北区若手落語家競演会優勝
  - NHK新人演芸大賞優秀賞
- 1999年
  - 花形演芸賞銀賞
  - 彩の国落語大賞
- 2008年 - 平成19年度芸術選奨大衆芸能部門文部科学大臣新人賞

## 役職
- 一般社団法人落語協会常任理事、真打
- 公益財団法人 日本動物愛護協会 理事[27]
- 一般社団法人 ライトハイク協会 理事[28]

## 一門弟子

### 二ツ目
- 林家咲太朗 - 長男、咲太朗。2020年9月より楽屋入り、2025年5月二ツ目昇進。

### 講談
- 神田茜

### 色物
- 林家あずみ - 三味線漫談

### 移籍
- 林家なみ平 - 三遊亭好楽門下に移籍

### 解説
落語家の直弟子を長らく取っていなかったが、非公式（番組内で、たい平曰く「芸能人特別枠」と称している）ながらも林家テリ平（テリー伊藤）、林家たいペー（林家ペー）がいるため、2008年には「たい平一門かい？」と称する独演会が開けるようになったが、「2人とも自分より年上でわがままなので、師匠である私の言うことをまったく聞いてくれない」とネタにしている。
ほかに、テリー同様、『テリーとたい平のってけラジオ』（ニッポン放送）で共演した正木あずみが2010年10月に三味線漫談家として弟子入りし、林家あずみの高座名を名乗っている。彼女は、落語協会が公認した初の直弟子（色物）として扱われている。
また、上記とは別に、正式な落語家の弟子を取ろうとしたこともあり、たい平の元で見習いとして働いた人物がいるが、弟子入りを志願した当時には既に40歳を迎えており、且つ落語協会の規定変更により40歳以上は前座として登録することができないことが判明したため、たい平門下への弟子入りを断念している。この弟子は「林家なみ平」と名付けられる予定であった。この人物はたい平の紹介により、五代目圓楽一門会所属の三遊亭好楽に改めて入門し、現在は三遊亭鯛好（前座時代の名前は「たい好」）として活動している。
2019年3月、長男の咲太朗がたい平門下に二番弟子として入門。8月10日の横浜にぎわい座の独演会で林家さく平として初高座「転失気」を務めた。YouTubeチャンネルの編集は彼が行っているとのこと。

## 演目

### 古典
- 青菜
- 明烏
- 愛宕山
- 幾代餅
- 井戸の茶碗
- 居残り佐平次
- うどん屋
- 鰻の幇間
- 王子の狐
- おかめ団子
- お化け長屋
- 御神酒徳利
- 紙屑屋
- 御慶
- 蜘蛛駕籠
- 甲府い
- さんま火事
- 七段目
- 死神
- 芝浜
- 締め込み
- 崇徳院
- 千両蜜柑
- たがや
- 試し酒
- ちりとてちん
- 茶の湯
- 天狗裁き
- 唐茄子屋政談
- 二番煎じ
- 抜け雀
- 猫の災難
- 寝床
- 半分垢
- 一人酒盛
- 不動坊
- 船徳
- 文七元結
- 妾馬
- 宿屋の富
- 藪入り
- らくだ

### 新作
- イブの夜
- 打ち明け花火
- SHIBAHAMA

## ものまねレパートリー
落語の他にものまねを得意としており、多くは『笑点』の「大喜利」の回答で披露する。しかし、先述通り「大喜利」ではルール上ものまねや歌は禁止のため、大概は座布団を没収される（回答の良さによっては、例外あり）。『笑点 正月スペシャル』にて行われた「ものまね大喜利」にも、ゲストのものまねタレントに交じって参加していた。また、YouTubeの「林家たい平チャンネル」にて、動画が投稿された当時（2020年6月）時点で、この項に書かれたものまねレパートリーをすべて実演したことがある。そのため、この項にはそれ以降に披露されたり、Youtubeでは演じていないネタも含まれる。
- アキラ100%
- 麻生太郎
- アニータ・アルバラード
- アントニオ猪木
- 石破茂
- 一龍斎貞丈
- 稲川淳二
- 井上陽水
- 市川團十郎
- 永六輔
- 大木こだま
- 大坂なおみ
- 大滝秀治
- 尾崎紀世彦
- 桂宮治
- ガッツ石松
- 楠田枝里子
- 桑田佳祐
- 黒柳徹子
- 郷ひろみ
- ゴルゴ松本 - 顔も似ている。
- 西城秀樹
- さかなクン
- 桜田淳子
- さだまさし - 六代目三遊亭円楽生前、大喜利でさだの歌真似で「北の国から〜遥かなる大地より〜」を歌い出すと円楽が田中邦衛の黒板五郎の声真似をするコラボレーションネタを披露するが、座布団を取られる。
- 三遊亭圓歌
- ジャイアント馬場
- 春風亭昇太
- 春風亭柳昇 - 大喜利で真似すると弟子の春風亭昇太から「それ俺の師匠じゃねぇか。（真似した声を聞いて）そんな馬鹿っぽくねぇよ」と不満を漏らされる。
- 鈴木宗男
- 瀬川瑛子
- 貴乃花光司
- 武田鉄矢
- 滝口順平
- 橘家圓蔵
- 立川志の輔
- 立川談志
- 田中眞紀子
- 田中邦衛
- 谷村新司
- ドナルド・トランプ
- 中尾彬
- 長嶋茂雄
- 長渕剛
- 中村福助
- 野村克也
- 林家木久扇
- 初代林家三平
- 二代目林家三平
- 林家こん平
- 林家彦六
- 林家ペー
- 八村塁
- 広沢虎造
- 福山雅治
- ボビー・オロゴン
- 前川清
- 美空ひばり
- 三波春夫
- 美輪明宏
- 森進一
- 柳家三亀松
- 山下達郎
- 八代亜紀
- 薬師丸ひろ子
- 吉幾三
- 和田アキ子
- 渡部陽一
- ドラえもん
- ねば〜る君
- ばいきんまん
- バルタン星人
- ふなっしー
- ミラーマン
- 犬
- ウグイス
- 怨霊
- オカマ
- かき氷機
- ニワトリ
- 花火
- 日本香堂「青雲の歌」[注 4]このネタのみは青雲が笑点のスポンサーであるため止めることはできない。

## 出演

### 現在の出演番組

#### テレビ
- 笑点（日本テレビ）
- 笑点特大号（BS日テレ）
- ぶらり途中下車の旅（日本テレビ、2011年 - ） - 旅人として多数出演、代理ナレーターとして出演したこともある
- みいつけた!/みいつけた!さん（NHK Eテレ、2016年 - ） - たいのやへいへいさん 役（声の出演）
- 新 鉄道・絶景の旅（BS朝日、2018年4月12日 - ） - ナレーション
- ゴルフ・天下!たい平（BSテレ東、2019年 - ）

#### ラジオ
- 林家たい平 たいあん吉日!おかしら付き♪（文化放送、2016年4月3日 - ）
- 林家たい平 PLUS ON ACTIVE えがおで元気（TBSラジオ、2025年4月4日 - ）[33]

### 過去の出演番組

#### テレビ
- ゲームEX（テレビ東京、2001年10月 - 2003年9月）
- GAME JOCKEY（テレビ東京、2003年10月 - 2005年6月）
- GAME JOCKEY2（BSジャパン、2005年7月 - 2007年6月）
- 趣味悠々「落語をもっと楽しもう」（NHK教育テレビ、2006年12月6日 - 2007年1月31日、指南役並びに模範演技）
- ど～する?地球のあした（NHK教育テレビ、2007年4月 - 2012年3月）
- BS笑点（BS日テレ）→笑点Jr.（日テレプラス）
- SWITCHインタビュー 達人達 林家たい平× 丹道夫（2018年9月15日、NHK Eテレ）
- ドラGO!（テレビ東京系列、二代目林家木久蔵と「落語家が行く麺街道ドライブ」企画で不定期レギュラー出演）
- ナニコレ珍百景（テレビ朝日系列、リポーターとして不定期出演）
- 林家たい平のとことん海岸線の旅（長崎国際テレビ、2020年10月11日）
- 新 美の巨人たち（テレビ東京）
  - 「アートで人生が変わった! 芹沢銈介 「御滝図のれん」」（2020年3月28日）
  - 「今こそアートのチカラを 第18弾 剣持勇「ヤクルト容器」」（2020年9月12日）
  - 「その人その暮らし 第1弾「旧柳宗悦邸」」（2021年6月26日）
  - 「新宿・末廣亭」（2021年9月25日）
  - 「ビアホール ライオン」（2022年5月13日）
  - 「歌川国芳とアートな街・倉敷」（2023年9月30日）
- 超かわいい映像連発!どうぶつピース!!（テレビ東京、2021年4月 - 2022年3月） - ナレーション
- 秘密のケンミンSHOW 極（2023年8月3日、読売テレビ）

#### ラジオ
- 次はオレらだ!東京爆裂DJ（JRN系列、1996年 - 1997年）
- 志の輔ラジオ 気分がいい!（文化放送、レポーター）
- 昇太・たい平の笑チュウ劇場 → 林家たい平の笑チュウ劇場（文化放送、2000年 - ）
- 山田邦子ワンダフルモーニング（ニッポン放送、2001年4月  - 2002年9月）
- ショウアップナイター応援団（ニッポン放送、2003年4月 - 9月）
- テリーとたい平のってけラジオ（ニッポン放送、2003年4月 - 2010年6月）
- 今夜も大入り!渋谷・極楽亭（NHKラジオ第1放送、2006年 - 2007年）
- 平成落語家ジョッキー（NHKラジオ第1放送、2003年 - 2006年）
- 年末特別番組　ラジオ生放送ドラマ「芝浜」（2006年12月15日、文化放送）[34]
- 大正製薬 天下たい平!落語はやおき亭（文化放送、2011年4月10日 - 2013年9月29日）
- 林家たい平 咲いて!孫心 夢ごころ（文化放送、2013年10月6日 - 2016年3月27日）

### テレビドラマ
- スペシャルドラマ 恋愛小説 デューク（TBSテレビ、2006年7月17日）
- 世界一難しい恋 第6話（日本テレビ系列、2016年5月18日） - 林家たい平（本人）役
- BS笑点ドラマスペシャル 桂歌丸（BS日テレ、2017年10月9日） - 弁当屋 役
- 月曜名作劇場「今野敏サスペンス 警視庁東京湾臨海署〜安積班」（TBSテレビ、2019年2月25日） - 須田三郎 役
- 大河ドラマ べらぼう〜蔦重栄華乃夢噺〜（2025年7月6日 - 、NHK） - 大引赤蔵 役

### CM
- サントリー - 「笑点キャンペーン（メンバー総出演）」
- 赤城乳業- 「デッカルチェ」（鹿谷弥生と共演）
- ACジャパン - 2014年度日本脳卒中協会支援キャンペーン「3つのヘン」（ナレーション）、2021年度日本腎臓財団支援キャンペーン「検査が、かん腎」
- 西武鉄道- 秩父観光キャンペーン「週末ちち部」（吉高由里子と共演）、「ちちんぶいぶい秩父」（土屋太鳳と共演）
- セイコーマート
- タイヘイ
- 日本自動車整備振興会ラジオCM
- 日本香堂 「青雲の歌」歌唱担当
- 通販生活「のどミスト」（2022年）

### 映画
- もういちど（企画・主演・落語監修）
- 自殺サークル（落語家役）
- でくの空 - 峠周介 役（2022年8月26日公開）

### 配信
- 林家たい平のトーク落笑亭!（Scatch.TV）

### Vシネマ
- 帰ってきた動物戦隊ジュウオウジャー お命頂戴!地球王者決定戦（2017年 東映）ポカネ・ダニーロ 役[35]

## 著書

### 書籍
- 楽しんだ者勝ち（春風亭昇太と共著。インフォバーン/2002年6月）ISBN 4901873008
- たい平の野菜シャキシャキ噺（講談社/2004年9月）ISBN 4062124262
- 林家たい平のお父さん、がんばって!（辰巳出版/2006年12月）ISBN 9784777803361
- たいのおすそ分け（主婦と生活社/2006年12月） ISBN 9784391133158
- 笑点絵日記（ぴあ/2007年2月）ISBN 9784835616551
- こども落語塾（明治書院/2012年12月） ISBN 9784625624223

### 雑誌連載
- たいっしー＆ふなっしーの、幸せを呼ぶ悩み相談室（クロワッサン）[36]

## CD

### 落語
発売元：コロムビアミュージックエンタテインメント（2004〜2010）→日本コロムビア（2011〜）
- 「林家たい平落語集〜たい平よくできました〜」2004年4月21日
- 「林家たい平落語集〜たい平よくできました2〜」2005年5月25日
- 「林家たい平落語集〜たい平よくできました3〜」2006年4月26日
- 「林家たい平落語集〜たい平よくできました4〜」2007年4月25日
- 「林家たい平落語集〜たい平よくできました5〜」2008年4月23日
- 「林家たい平落語集 たい平のはじめの一歩」2009年4月22日
- 「林家たい平落語集 たい平落語 粗忽長屋/干物箱」2010年4月21日
- 「林家たい平落語集 たい平落語 紙屑屋/らくだ」2011年4月20日
- 「林家たい平落語集 たい平落語 禁酒番屋/文七元結」2012年4月18日
- 「林家たい平落語集 たい平落語 井戸の茶碗/藪入り」2013年4月17日
- 「林家たい平落語集 たい平落語 おかめ団子/抜け雀」2014年10月22日
- 「林家たい平落語集 たい平落語 ぞろぞろ/金明竹/千両みかん」2016年10月19日
- 「林家たい平落語集 たい平落語 芝浜/死神/喜びを作る男」2022年11月23日

### 音楽
- 「芝浜ゆらゆら」[37]コロムビアミュージックエンタテインメント/2006年10月18日
- 「ゴルフは楽し」[38]日本コロムビア/2021年11月17日

## 映像作品
- 「たい平落語 芝浜/長短」コロムビアミュージックエンタテインメント/2009年5月20日
- 「たい平落語 らくだ/長命」コロムビアミュージックエンタテインメント/2009年12月23日
- 「林家たい平の『ドラ落語』」ポニーキャニオン/2010年12月1日
- 「たい平落語 青菜/船徳」日本コロムビア/2012年6月20日

## 脚註